# Atheta loitensis
Atheta loitensis – gatunek chrząszcza z rodziny kusakowatych i podrodziny rydzenic.
Gatunek ten opisał po raz pierwszy w 1995 roku Roberto Pace na łamach „Revue suisse de Zoologie”. Jako lokalizację typową wskazano Loita Hills w okolicach Morijo w kenijskim hrabstwie Narok.
Chrząszcz o błyszczącym, wydłużonym w zarysie ciele długości 2,2 mm. Głowa jest rudobrązowa, słabo siateczkowana, o powierzchownym zaznaczonym punktowaniu. Czułki mają czerwonawożółte człony pierwszy i drugi oraz rudobrązowe człony pozostałe. Żółtoczerwone przedplecze jest powierzchownie ziarenkowane i słabo siateczkowane. Rudobrązowe pokrywy mają słabo siateczkowaną i powierzchownie ziarenkowaną powierzchnię. Barwa odnóży jest rudożółta. Rudobrązowy odwłok ma bardzo mocno zatarte siateczkowanie urotergitów.
Owad afrotropikalny, znany wyłącznie z Kenii. Spotkany na rzędnych 2300 m n.p.m.